# Това (приток Лундонги)

Това — река в России, протекает в Костромской и Вологодской областях по территории Межевского и Никольского районов. Устье реки находится в 23 км по левому берегу реки Лундонги. Длина реки составляет 42 км, площадь водосборного бассейна — 294 км².

## Данные водного реестра
По данным государственного водного реестра России относится к Верхневолжскому бассейновому округу, водохозяйственный участок реки — Унжа от истока и до устья, речной подбассейн реки — Бассей притоков Волги ниже Рыбинского водохранилища до впадения Оки. Речной бассейн реки — (Верхняя) Волга до Куйбышевского водохранилища (без бассейна Оки).
По данным геоинформационной системы водохозяйственного районирования территории РФ, подготовленной Федеральным агентством водных ресурсов:
- Код водного объекта в государственном водном реестре — 08010300312110000014573
- Код по гидрологической изученности (ГИ) — 110001457
- Код бассейна — 08.01.03.003
- Номер тома по ГИ — 10
- Выпуск по ГИ — 0

### Притоки (км от устья)
- 9,4 км: река Шилеговица (лв)
- 18 км: река Нюренга (пр)